# Maria (telenowela)
Maria (María de nadie) – argentyńska telenowela wyemitowana w latach 1985-1986 przez Deltavision S.p.A. i Crustel S.A.. W tytułowej roli wystąpiła Grecia Colmenares.

## Wersja polska
W latach 90. należała w Polsce do najpopularniejszych telenowel. Najpierw od 1993 r. emitowana była przez stację Polonia 1, kilka lat później prawa do jej emisji przejął TVN. Oba kanały telewizyjne wyświetlały w Polsce włoską wersję serialu. Różniła się ona od oryginału czołówką, nieco krótszym czasem trwania odcinków i imionami niektórych postaci. Opracowaniem wersji polskiej serialu zajęło się Studio Opracowań Filmów w Warszawie. Autorem tekstu był Jerzy Grabowski. Lektorem serialu był Lucjan Szołajski.

## Obsada
- Grecia Colmenares – Maria Dominguez
- Jorge Martínez – Juan Carlos Arocha
- Aldo Barbero – Claudio Linares
- Hilda Bernard – Amelia Arocha
- Cecilia Cenci – Ivana Ferran
- Chany Mallo – Matilde
- Hector Calori – Giorgio Arocha
- Liliana Simoni – Jenny Arocha
- Angela Ragno – Magda Dominguez
- Joaquin Piñón – Aurelio Dominguez
- Juan Vitali – Oscar Cassini
- Nathan Pinzon – Ricardo Lastra
- Armando Capo – Leiva
- Graciela Baduan – Felicia Cameio
- Natacha Nohani – Queta
- Andrea Bonelli – Dorita
- Marina Skell – Jessica Duval
- Ana Maria Casò – Soraya Duval
- Ariel Keller – Felipe Arocha
- Susana Lanteri – Olga
- Roberto Ibàñez – Fermin
- Marìa Nydia Ursi – Diana
- Diego Flesca – Tony
- Lia Casanova – Julia
- Nelly Fontan – Tota
- Rodolfo Brindisi – Pepe Cantero
- Silvia Baylè – Corita
- Pedro Lòpez Lagar – Roly Cantero
- Noemì Morelli – Madame Yolanda
- Hernán Valverde – Eto
- Óscar Ferreiro – Franco
- Martha Roldán – Inocencia

## Fabuła
Maria jest młodą, biedną dziewczyną z prowincji. Po śmierci ojca przeprowadza się do Buenos Aires w poszukiwaniu lepszej pracy. Znajduje ją w rezydencji bogatej rodziny Arocha. Pani domu - Amelia Arocha nie pała do niej sympatią, lecz zgadza się zatrudnić Marię na prośbę syna - Juana Carlosa. Ten, mimo że zaręczony z Ivaną, od razu zakochuje się w pięknej pokojówce.

## Muzyka
W oryginale tytułową piosenkę (Maria siempre) wykonuje Julia Zenko. Emitowana w Polsce, włoska wersja serialu wykorzystywała w czołówce piosenkę Tutto e niente w wykonaniu Barbary Bertozzi. W trakcie napisów końcowych natomiast usłyszeć można Toute une vie Nicolasa de Angelisa i Jeana-Philippe'a Audina.